# Emmanuel Luis Romanillos
Emmanuel Luis A. Romanillos O.A.R. (San Carlos, Negros Occidental, 1950) es un sacerdote filipino, profesor de español e italiano en el Departamento de Lenguas Europeas de la Universidad de Filipinas en Diliman (Quezon). Desde el 22 de agosto de 2016 es director de la Academia Filipina de la Lengua Española.

## Vida
Estudió en Historia de la Iglesia en la Universidad Gregoriana de Roma (Italia). Obtuvo un diploma en lengua y cultura española en la Universidad Internacional Menéndez Pelayo.
Durante 29 años ha ejercido de profesor de español, italiano y latín en la Universidad de Filipinas en Diliman en el Departamento de Lenguas Europeas.
El 22 de agosto de 2016 fue elegido director de la Academia Filipina de la Lengua Española. Había sido académico de número desde 2005.

## Obra
Los principales campos de estudio de Romanillos son la historia religiosa de Filipinas y el chabacano.

### Chabacano
Sobre el chabacano destaca Chabacano Studies. Essays on Cavite’s Chabacano Language and Literature, cuyo segundo volumen está en preparación, y el Diccionario Chabacano-Español, Español-Chabacano-Español, que todavía no ha sido publicado.

### Historia religiosa de Filipinas
Otro de los puntos principales de estudio de Romanillos es la historia de los agustinos recoletos en Filipinas, sobre la que ha publicado numerosas obras. También ha traducido al inglés diversas obras, siendo quizás el principal difusor de la historia y la espiritualidad de los recoletos en Filipinas.
También ha publicado diversas obras sobre san Ezequiel Moreno.

### Libros publicados (selección)
- Romanillos, Emmanuel Luis A. (1991). The Spires of San Sebastian: The Story Behind the Virgen Del Carmen Image and the Only Prefabricated All-steel Church in Asia (en inglés). San Sebastian Parish.
- Romanillos, Emmanuel Luis A. (2001). The Augustinian Recollects in the Philippines: Hagiography and History (en inglés). Recoletos Communications. ISBN 9789719194354.
- Romanillos, Emmanuel Luis A. (2006). Chabacano Studies: Essays on Cavite's Chabacano Language and Literature (en inglés). Cavite Historical Society.